# Min fantastiska tant
Min fantastiska tant (engelska: Auntie Mame) är en amerikansk dramakomedifilm från 1958 i regi av Morton DaCosta. Filmen är baserad på boken med samma namn av Patrick Dennis. Det blev även en musikal med titeln Mame (som också den filmades, Mame 1974).

## Handling
Ett föräldralöst barn får bo hos sin tant. Det uppstår konflikter när boutredaren av barnets fars kvarlåtenskap har invändningar mot tantens livsstil.

## Om filmen
Filmen är inspelad i Los Angeles och Warner Brothers Burbank Studios. Den hade världspremiär i USA den 27 december 1958 och svensk premiär den 14 augusti 1959, åldersgränsen är 15 år. Filmen har även visats på TV4.

## Rollista i urval
- Rosalind Russell - Mame Dennis
- Forrest Tucker - Beauregard Jackson Pickett Burnside
- Coral Browne - Vera Charles
- Fred Clark - Dwight Babcock
- Roger Smith - Patrick Dennis som vuxen
- Patric Knowles - Lindsay Woolsey
- Peggy Cass - Agnes Gooch
- Jan Handzlik - Patrick Dennis som pojke
- Joanna Barnes - Gloria Upson

## Utmärkelser
Filmen var Oscarsnominerad i sex kategorier 1959, men blev utan pris.
- 1959 - Golden Globe - Bästa komedi
- 1959 - Golden Globe - Bästa skådespelerska i komedi, Rosalind Russell
- 1959 - Golden Laurel - Bästa kvinnliga komediframträdande, Rosalind Russell
- 1959 - Golden Laurel - Bästa underhållning